# Cisterna del Vall d'Alcanar
La Cisterna del Vall d'Alcanar, coneguda popularment com la cisterna, és una cisterna rectangular de grans dimensions (35x6x7) situada al municipi català d'Alcanar. El seu nom té l'origen en l'aprofitament del vall o fossat que formava part de l'antiga muralla, de fet, és l'únic edifici del municipi, juntament amb la Torre del carrer Nou, que queda d'aquesta antiga estructura. Està situada enfront de l'actual ajuntament del municipi, al carrer de la Generalitat (antic carrer del vall) i forma part de la plaça de l'ajuntament. És una obra inclosa en l'Inventari del Patrimoni Arquitectònic de Catalunya.

## Descripció
És una cisterna rectangular de grans dimensions (35 x 6 x 7 aprox.) s'ubica sota l'Ajuntament vell del qual feia de fonaments. Està formada per murs molt llisos de carreus de pedra molt ben escairada i rejuntada, les dimensions dels quals minven a mesura que assoleixen més alçada. La coberta és de volta de canó rebaixada, feta de pedruscall enlluït i dividida en set trams per sis arcs torals de pedra picada, que la reforcen. Aquests arcs arrenquen del mateix mur, de manera que la volta queda reculada respecte d'aquell. Aquesta volta queda just damunt el nivell del carrer i forma la base sobre la qual s'alçava l'Ajuntament. L'aigua s'extreia pels dos brocals oberts a l'arrencada de la volta, un a cada extrem del que era la part baixa de la façana de l'Ajuntament.

## Història
No hi ha cap notícia que ens parli de la construcció d'aquesta cisterna. Per l'aparell constructiu -grans carreus molt ben treballats- i les voltes rebaixades podria situar-se en torn l'any 1600. Matamoros, en parlar de la muralla d'Alcanar, cita un testament del 1626, o es parla de la "sisterna". Per la situació que en dona i el fet de designar-la com la cisterna suposem que es tracta de la que hi ha sota l'Ajuntament i que ja aleshores era la cisterna pública del poble, feta en terreny del municipi, on anys després es construiria l'edifici de l'Ajuntament. Si és així, el 1626, la cisterna ja existia.
Per la situació arran de l'antic vall de la muralla -el carrer de la Generalitat es va anomenar molt de temps carrer del Vall-, hom la denomina ara "la cisterna del vall". Aproximadament a la mateixa línia del que era el vall hi havia altres cisternes- de la gasolinera, de Jesús, de la Caixa-. Cap, però, de tanta envergadura.
Des de l'Agost de 1995, s'ha enderrocat el vell Ajuntament, buidat d'aigua la cisterna -netejant-la - amb la subsegüent sorpresa, ja que ha aparegut un enllosat similar al carreuat de les parets. A més, s'ha obert un accés a peu pla des de l'Ajuntament nou. Al brocal de pouar més proper a la Casa O'Connor, en enderrocar l'ajuntament vell, es va posar al descobert un suport o petita plataforma per deixar-hi els poals, i una làpida -formant l'ampit- amb l'escut d'Alcanar i la inscripció de la data "1790".